# Línea 42 (Avanza Zaragoza)
La línea 42 es una línea regular diurna de Avanza Zaragoza. Realiza el recorrido comprendido entre el barrio de La Paz y la calle Valle de Broto del distrito Actur-Rey Fernando en la ciudad de Zaragoza (España).
Tiene una frecuencia media de 6 minutos.
Fue creada en el año 1980 con el recorrido Venecia-delicias 

## Recorrido

### Sentido Actur-R. Fernando
Paseo del Canal, La Salud, Teniente Coronel León Moyano, Villa de Pau, Gabriel Gombao, Avenida América, Paseo Colón, Paseo Mariano Renovales, Luis Vives, Fernando el Católico, Isabel la Católica, Asín y Palacios, Violante de Hungría, Vía Univérsitas, Rioja, Avenida Navarra, Iriarte Reinoso, Avenida Puerta Sancho, Avenida Pablo Gargallo, Plaza Europa, Valle de Broto, Intercambiador Actur

### Sentido La Paz
Intercambiador Actur, Valle de Broto, Plaza Europa, Avenida Almozara, Avenida Puerta Sancho, Casanova, Avenida Navarra, Rioja, Vía Univérsitas, Violante de Hungría, Condes de Aragón, Tomás Gabasa, Embarcadero, Vía Ibérica, Isabel la Católica, Manuel Lasala, Paseo Mariano Renovales, Vía Pignatelli, Fray Julián Garcés, Villa de Ansó, Lasierra Purroy, Lugo, San Antonio de Padua, Paseo del Canal